# Jef Kratochvil

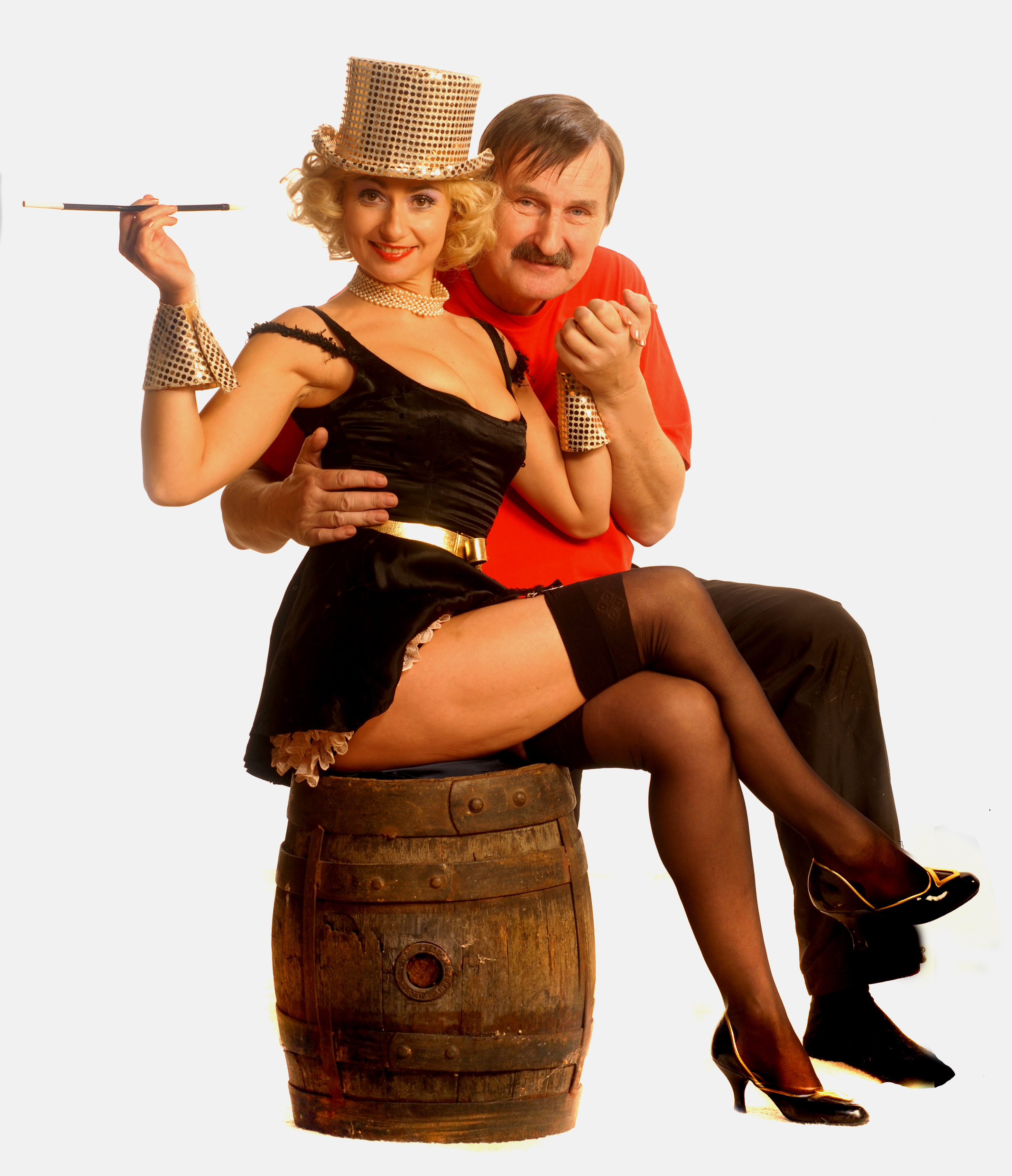
Jef Kratochvil, 2009

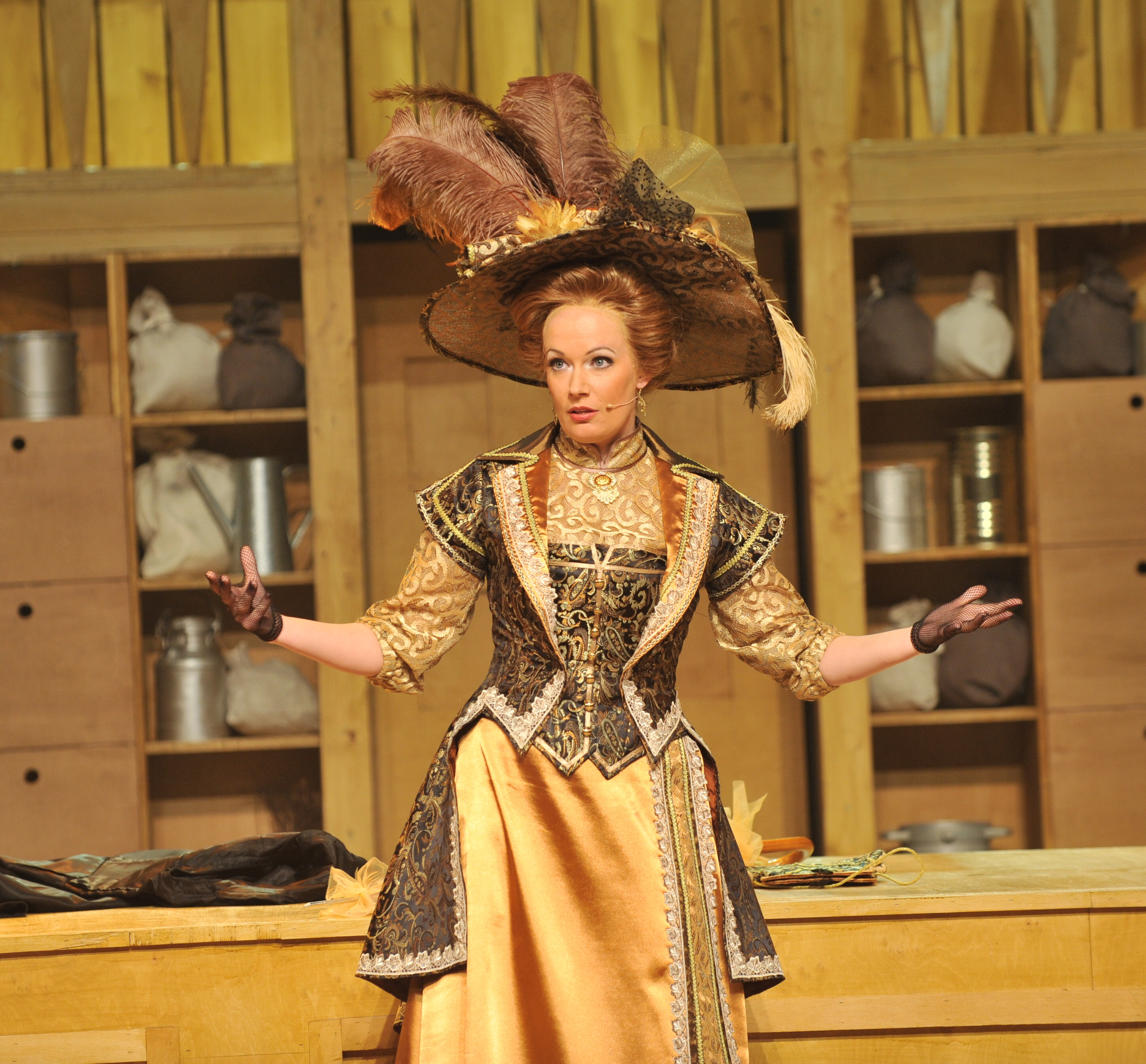
Jef Kratochvil: Alena Antalová v roli Dolly Leviové

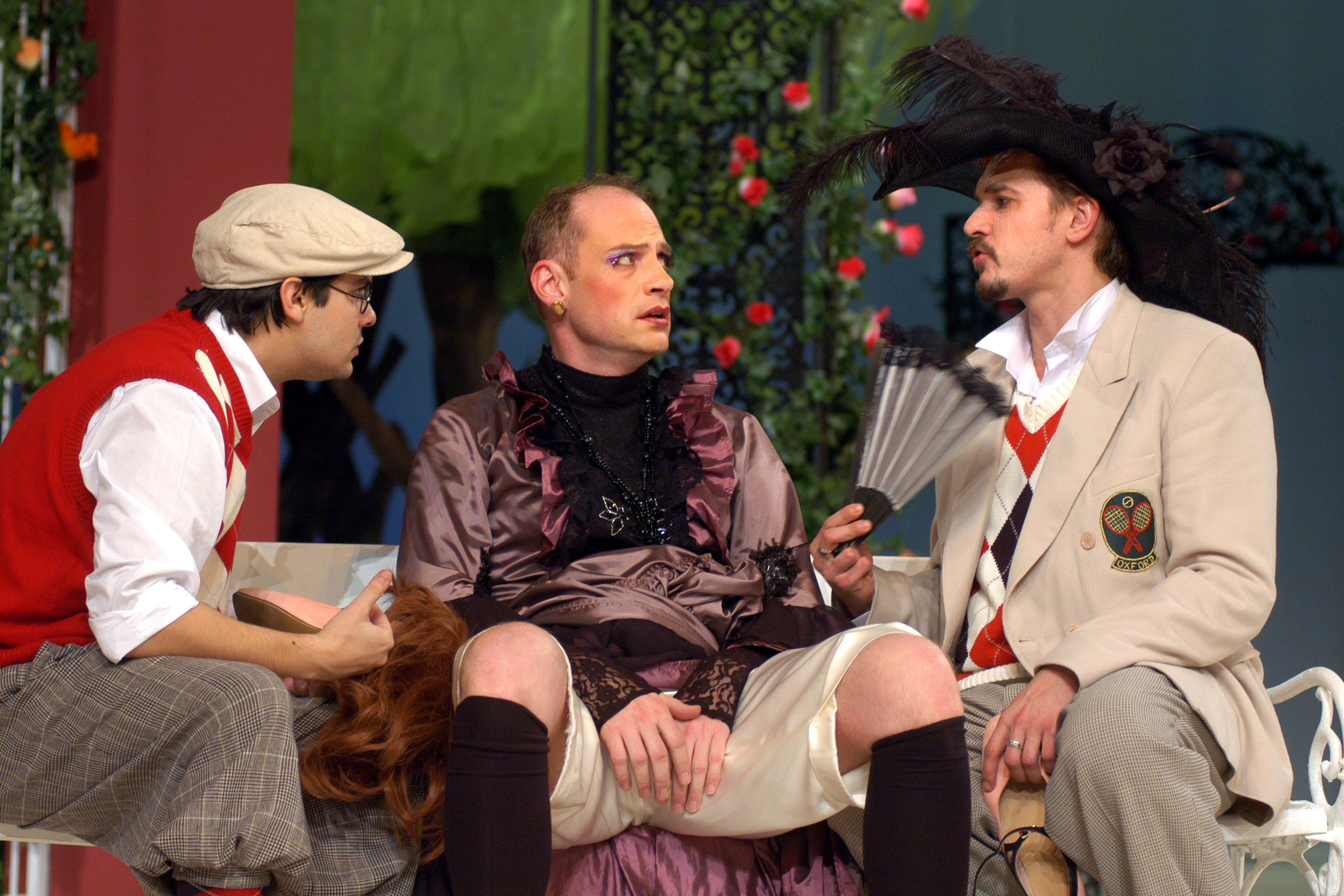
Jef Kratochvil: Charleyova teta

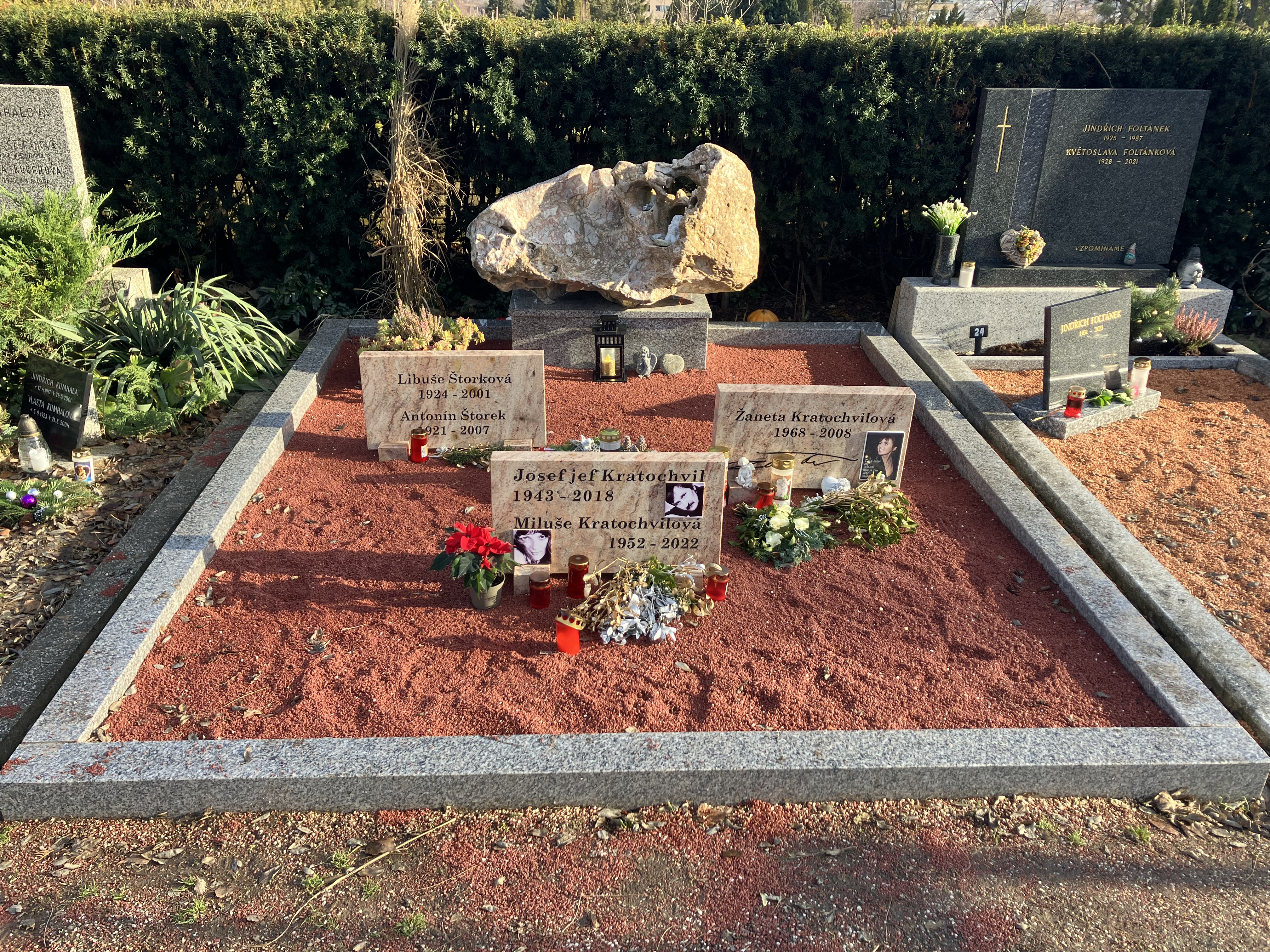
Hrob Jefa Kratochvila

Josef Kratochvil, pseudonym Jef Kratochvil (30. května 1943 Ivančice – 4. března 2018 Brno) byl český fotograf.

## Život
Když se vrátil ze základní vojenské služby, začal se okamžitě zajímat o fotografické kurzy. Kolem roku 1971 vznikl jeho pseudonym Jef, a to když pod jednou fotografií v tisku omylem vypadla dvě písmena ze jména Josef.
Roku 1989 nastoupil do Městského divadla Brno nový ředitel Stanislav Moša. Roku 1995 vznikl divadelní časopis Dokořán, který měl ze začátku pouhých šest stran a tiskl se černobíle. V časopise bylo možné prezentovat vlastní fotografie z představení a rozhovory s herci, režiséry, scénografy, kostyméry a všemi dalšími, kteří se věnovali vzniku představení. Jef Kratochvil se stal šéfredaktorem časopisu a zároveň dvorním fotografem Městského divadla Brno.
Roku 1999 byl nominován na cenu Alfréda Radoka za divadelní fotografii.
Po roce 1989 se Kratochvilovi otevřela nová možnost fotografování – společně s několika přáteli vytvořil první erotický časopis v Československu s názvem Lucky Boy. Stále fotografoval portréty hercům i politikům. Podílel se na vzniku několika tiskovin, pracoval jako šéfredaktor časopisu Dokořán, fotografoval na titulní stranu pro časopis Colosseum a přispíval do něho, publikoval v kulturních novinách New Express. Jeho stálým zaměstnáním byla práce fotografa v Městském divadle v Brně.

## Příbuzní
V jeho příbuzenstvu lze nalézt řadu významných osobností. Jeho otcem je pedagog Josef Kratochvil, jeho bratrem spisovatel Jiří Kratochvil, jeho strýcem bývalý předseda exilového Pen klubu Antonín Kratochvil. Syn Tino Kratochvil (vlastním jménem Antonín Kratochvil) (* 15. června 1978) je také fotografem.

## Samostatné výstavy
- Umělecká beseda Zlatoroh, Brno 1968 „Tři skla“
- Galerie mladých, Radnická, Brno 1970 „Panny a balady“
- Galerie U Očků, Brno 1972 „Pohledy do očí“
- Galerie Horizont, Lesná, Brno 1975 „Realizace pohybu“
- Vysokoškolský klub, Gorkého, Brno „Potrhlé reportáže“
- Klub mládeže, Křenová, Brno 1979 „Sekera v archivu“
- Klub „p“, Třebíč 1979 „Průsečíky“
- Klub mládeže, Křenová, Brno 1985 „Přátelé v okovech svatby“
- Galerie U Dobrého pastýře, Radnická, Brno 1985 „Fragment“
- Malá galerie Čs. spisovatele, Česká, Brno 1985 „99+1“
- Klub TKM, Kavčí hory, Praha 1986 „Dech ateliérů“
- S-klub, Olomouc 1986 „Terapie“
- Galerie na Pletynce, Praha 1986 „Trhaná fotografie“
- Vysokoškolský klub, Gorkého, Brno 1987 „Desetkrát hlavní role B. P.“
- JKP Třebíč 1987 „Herec Bolek Polívka“
- Galerie Drogerie Zlevněné zboží, Brno 1987 „Trhaná fotografie“
- Divadlo na provázku, Brno 1987 „Trhaná fotografie“
- TKM Netopýr, Brno 1988 „Trhaná fotografie“
- Vysokoškolský klub, Gorkého, Brno 1988 „Retrospektiva“
- Folková Telč, Telč 1988 „Boleslav Polívka“
- Košická pohoda, Košice 1988, „Šašek a královna“
- Galerie Monty, Mariánské Lázně 1994 „Profil“
- Galerie Café Piáno, Brno dlouhodobá expozice „Přátelé a nepřátelé“
- Galerie ve Fanalu, Zelný trh, Brno 1995 „Klobouk ve křoví“
- Galerie Městského divadla, Brno 1995 „Prameny Vltavy a Povydří aneb Šumavské pohádky“
- V-Ateliér, Tišnov 1996 „Prameny Vltavy“
- Replay club, Hroznova, Brno 1996 „Vojkůvkovy sny“
- Galerie Laurea, Brno 1997 „Prameny Vltavy – Povydří“
- Muzeum Františka Kocourka, Brno 1997, stálá expozice
- Galerie Milana Zezuly, Městské divadlo, Brno 1997 „Vnitřní prostor“
- Karlovy Vary, 2000 „Prameny Vltavy“
- Galerie Piano, 2001 „Natírané fotografie“
- Galerie Milana Zezuly, Městské divadlo Brno 2002 „Imagine NYC“
- Galerie U Rudého vola, Brno 2003 „Cabaret“
- Hotel Vaka Brno, 2023 "Dech brněnských ateliérů"[5]

## Publikace

### Fotografické, autorské
- KRATOCHVIL, Jef. Provázek (Brno: Asociace PCC, 2015) – Z 8000 fotografií pořízených v 70. a 80. letech 20. stol. v Divadle na provázku vybral autor 200 fotografií a doplnil je vzpomínkami a příspěvky známých osobností.
- KRATOCHVIL, Jef. Za zrcadlem: 1980–1985 (Brno: Asociace PCC, 2014)
- KRATOCHVIL, Jef. Svítání: hvězdy na Provázku (Brno: Jota, 2004)
- KRATOCHVIL, Jef. Záblesk... třpyt (Třebíč: Akcent, 2004)
- KRATOCHVIL, Jef. Fotografie v bouři (Třebíč: Akcent 2002)

### Ostatní
- MĚSTSKÉ DIVADLO BRNO. Hudební scéna. 10 let Hudební scény Městského divadla Brno (Brno: Městské divadlo Brno, ©2014)
- PEŠKA, Vlastimil a ZAJÍC, Vladimír. Radost od padesáti do šedesáti (Brno: Loutkové divadlo Radost, ©2009)
- HOSNEDLOVÁ, Hana. New York (Třebíč: Akcent, 2004)
- KRYSTEK, Jan Antonín. Encyklopedie úspěšných (Brno: Jan Antonín Krystek, 2004)
- JELÍNEK, Pavel Čiča. Velká kniha podělávek, aneb, Nikdy jsem nelhal (Brno: FT Records, 2003)
- Městské divadlo Brno 2002–2003 (Brno: Městské divadlo Brno, ©2003)
- ŠTĚDROŇ, Miloš. Bolek Polívka v hlavní roli: divadlo (2., rozš. vyd. Brno: Jota, 2003)
- JELÍNEK, Pavel Čiča, ed. Velká kniha lochecu: (vo štatlu a hantecu) (Brno: FT Records, 2001)
- Silák František Kocourek (Jota 2001)*
- ZAPLETAL, Jiří a MAJER, Jiří. Gustav Brom: můj život s kapelou... a jak to bylo dál (2. vyd., Třebíč: Akcent, 2001)
- ŠTĚDROŇ, Miloš. Bolek Polívka v hlavní roli (Brno: Jota, 1999)
- VANĚK, Jan J. Petr Novák: klaun, co chodil po špičkách: (o krátkém životě a předčasné smrti) (Praha: Knihcentrum, 1999)
- Velká kniha Hantecu (Brno: FT Records, 1999; dotisk 2000)
- Atlanta 1996: hry XXVI. olympiády (Praha: Olympia 1996)
- SRNA, Zdeněk. Půlstoletí Městského divadla v Brně: svědectví diváka, recenzenta, kritika i historika o životě jedné divadelní scény (Brno: Městské divadlo, 1996)
- Bolek Polívka v manéži i mimo (Praha: HAK – Humor a kvalita, 1995)
- Eva Pilarová kuchařkou (Tescoma 1995)*
- HOMOLA, Miloslav. Jožka Černý (Břeclav: Moraviapress, 1995); obsahuje Zpěvník Jožky Černého
- BRŮNA, Otakar. Ecce homo Helena Růžičková (Praha: Baronet, 1994)
- FINK, Georg. Dětské sny: rádce pro rodiče s lexikonem snových symbolů (Brno: Jota 1994)*
- KOŽMÍN, Zdeněk. Skácel (Brno: Jota 1994, 2. dopl. vyd. 2000, 3. dopl. vyd. 2006))
- RŮŽIČKOVÁ, Helena a BERNÁŠEK, Vladimír. Kuchařkou pro své vůli (Praha: Letokruhy 1994)
- Fotky a říkanky z Brna. (Jaroslav Svozil v soukr. edici Skvosty, 1993)*
- KUDĚLKA, Viktor a kol. Brno et la Moravie du sud: Guide touristique (Brno: Michal Ženíšek, 1993)
- Manhattan (Spektrum 1993)*
- KULKA, Jiří. Psychologie umění: obecné základy (Praha: SPN, 1991)
- ŽALMAN, Pavel Lohonka. Ztracený ráj: trampské písničky z let 1963–1968 (Brno: Konvoj, 1991)

*Publikace označené hvězdičkou se nepodařilo potvrdit.

## Galerie Kratochvilových divadelních fotografií

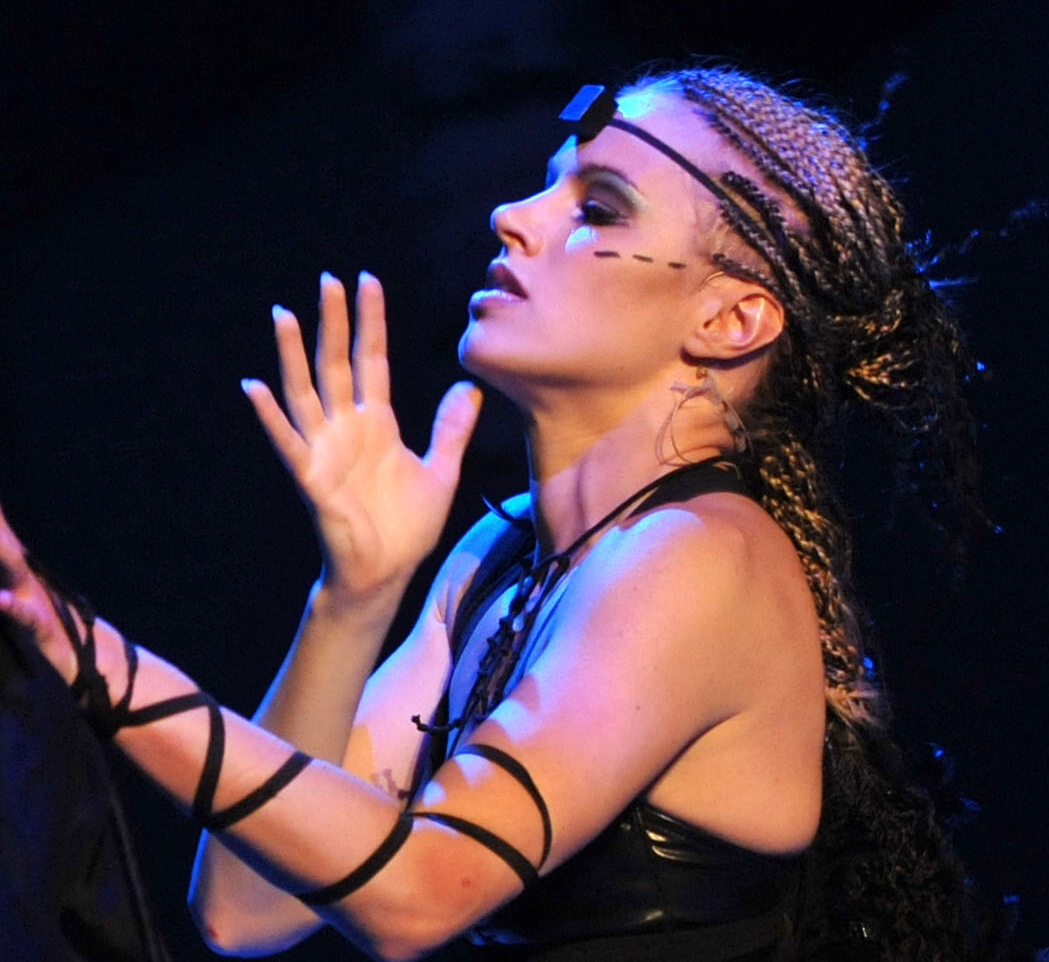
Johana Gazdíková
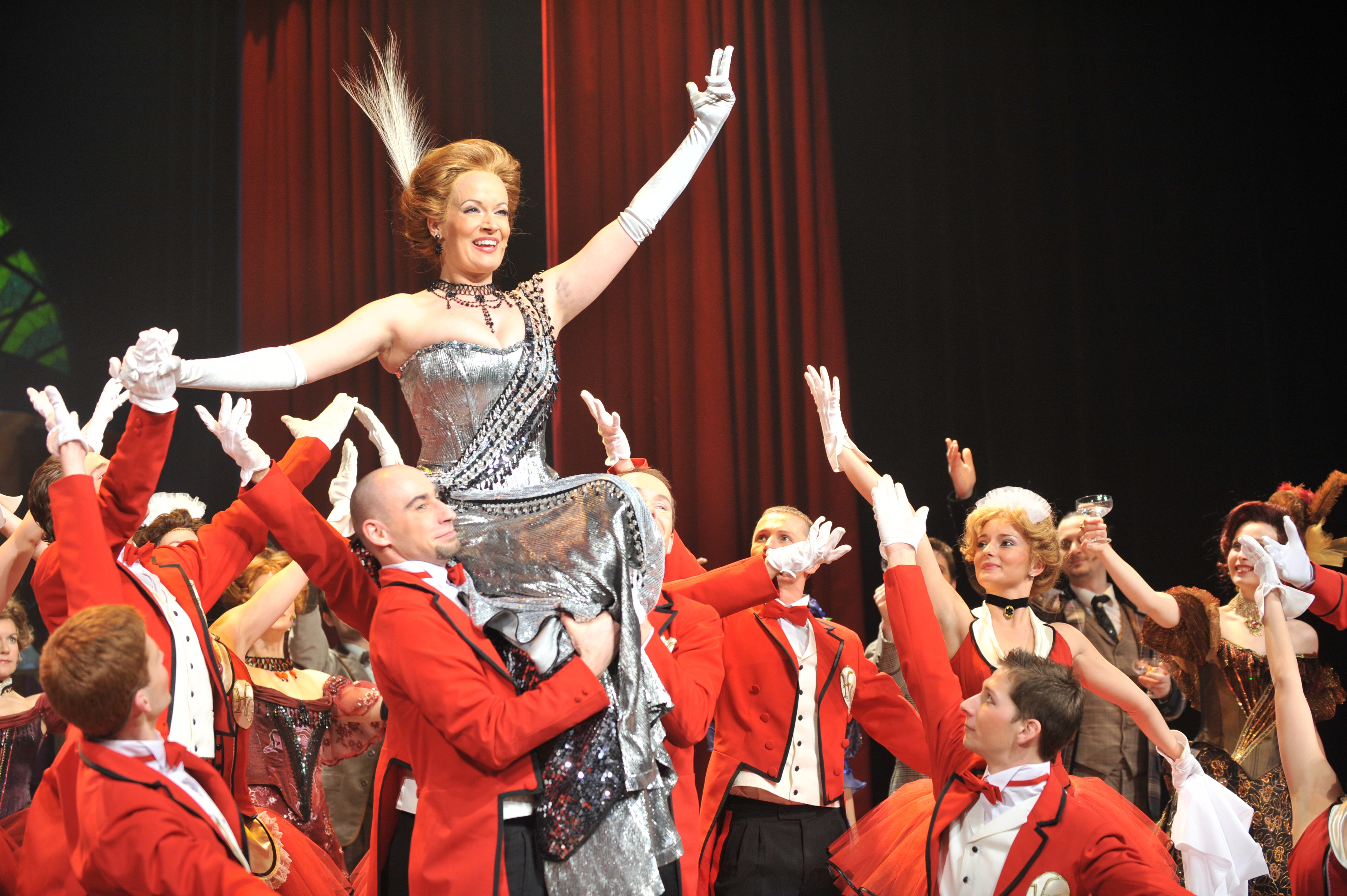
Hello, Dolly!
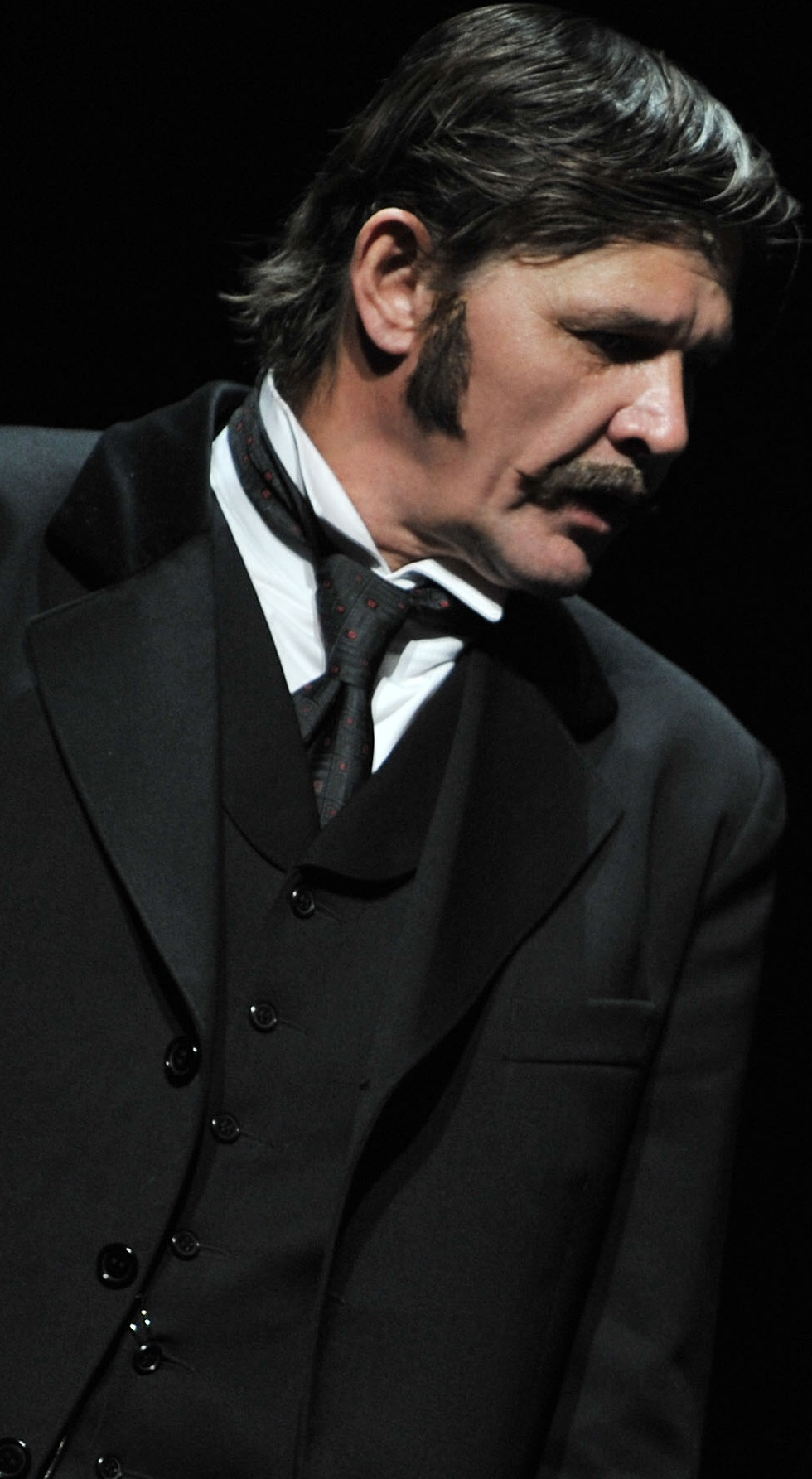
Martin Havelka
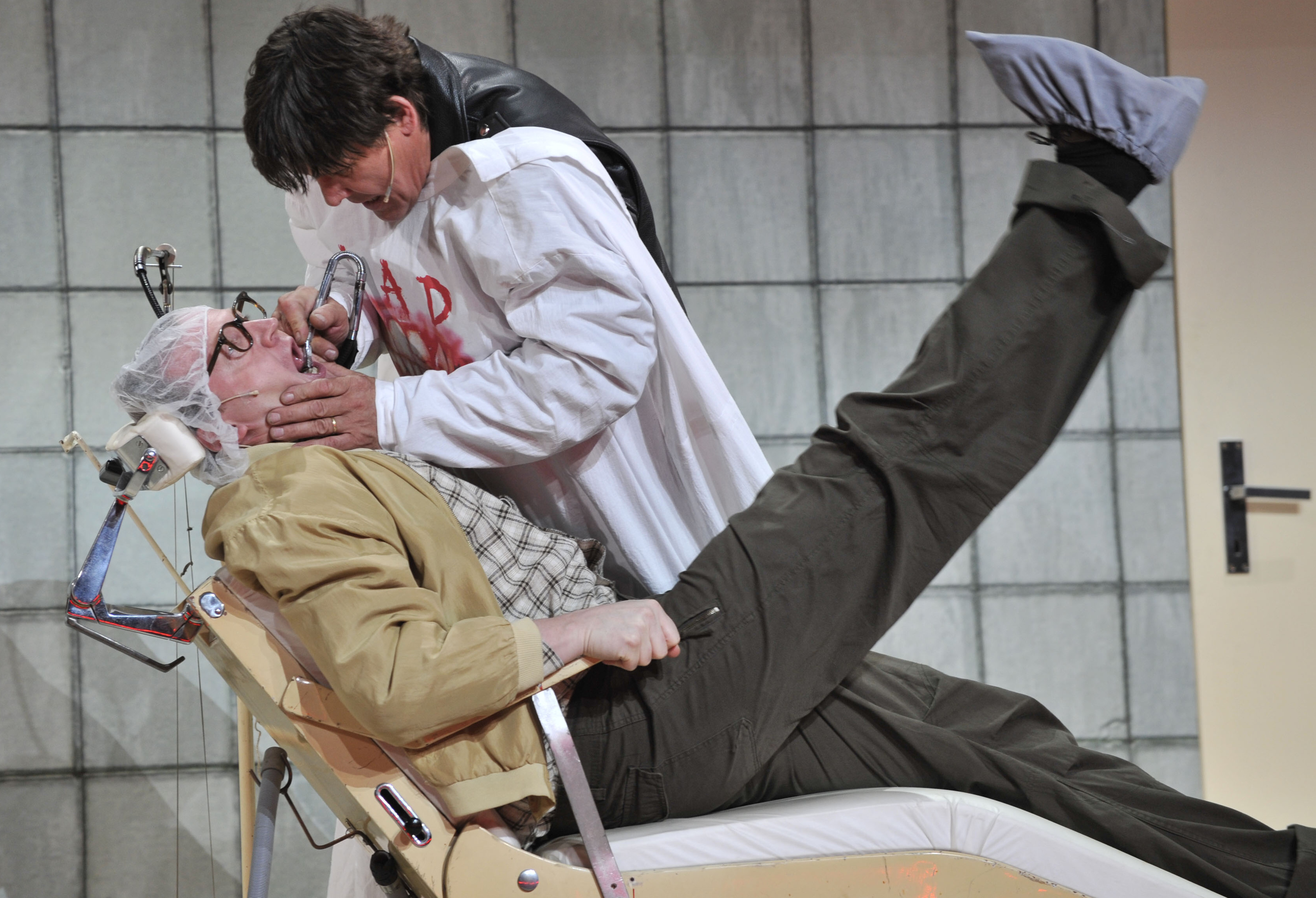
Kvítek z horrroru
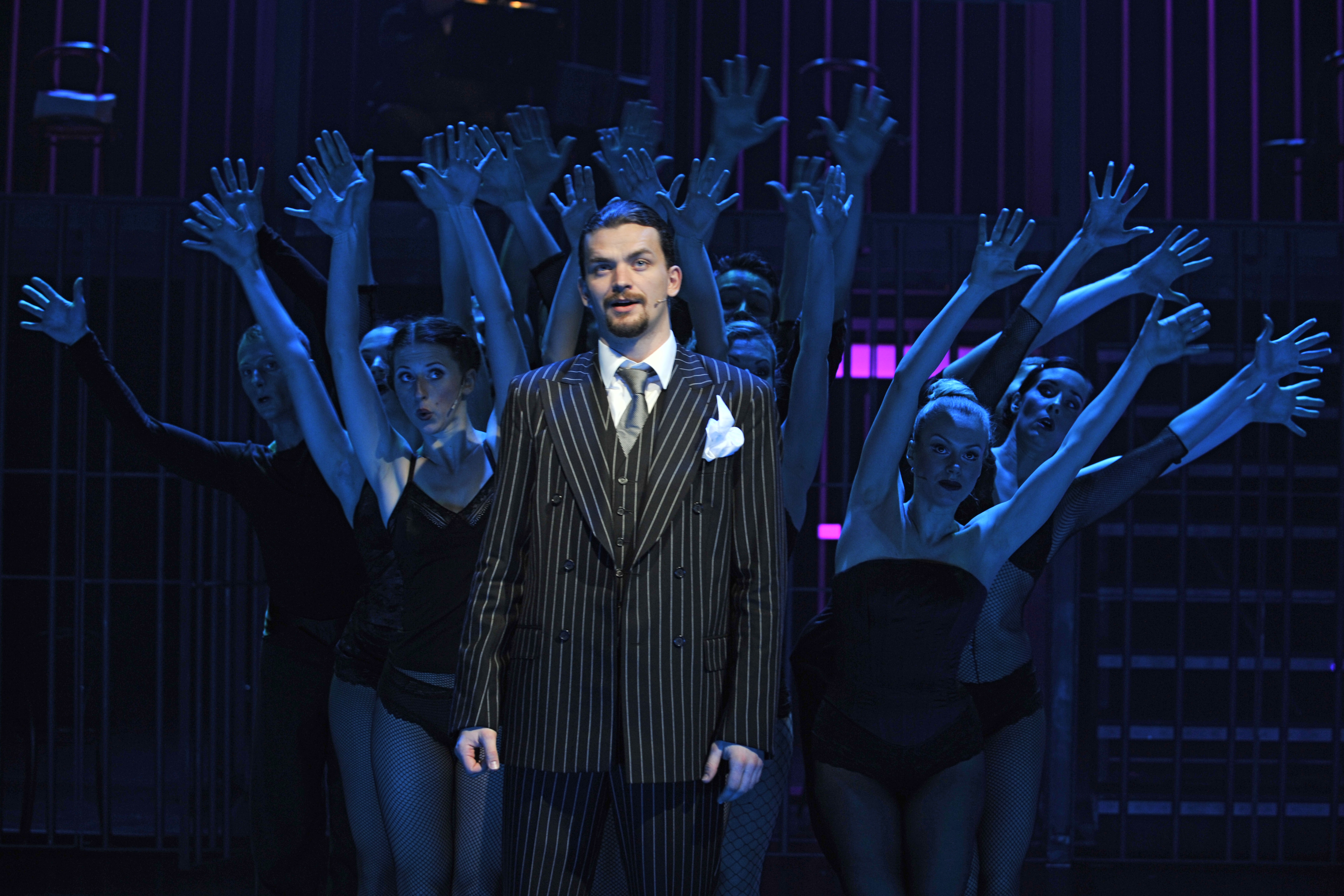
Chicago
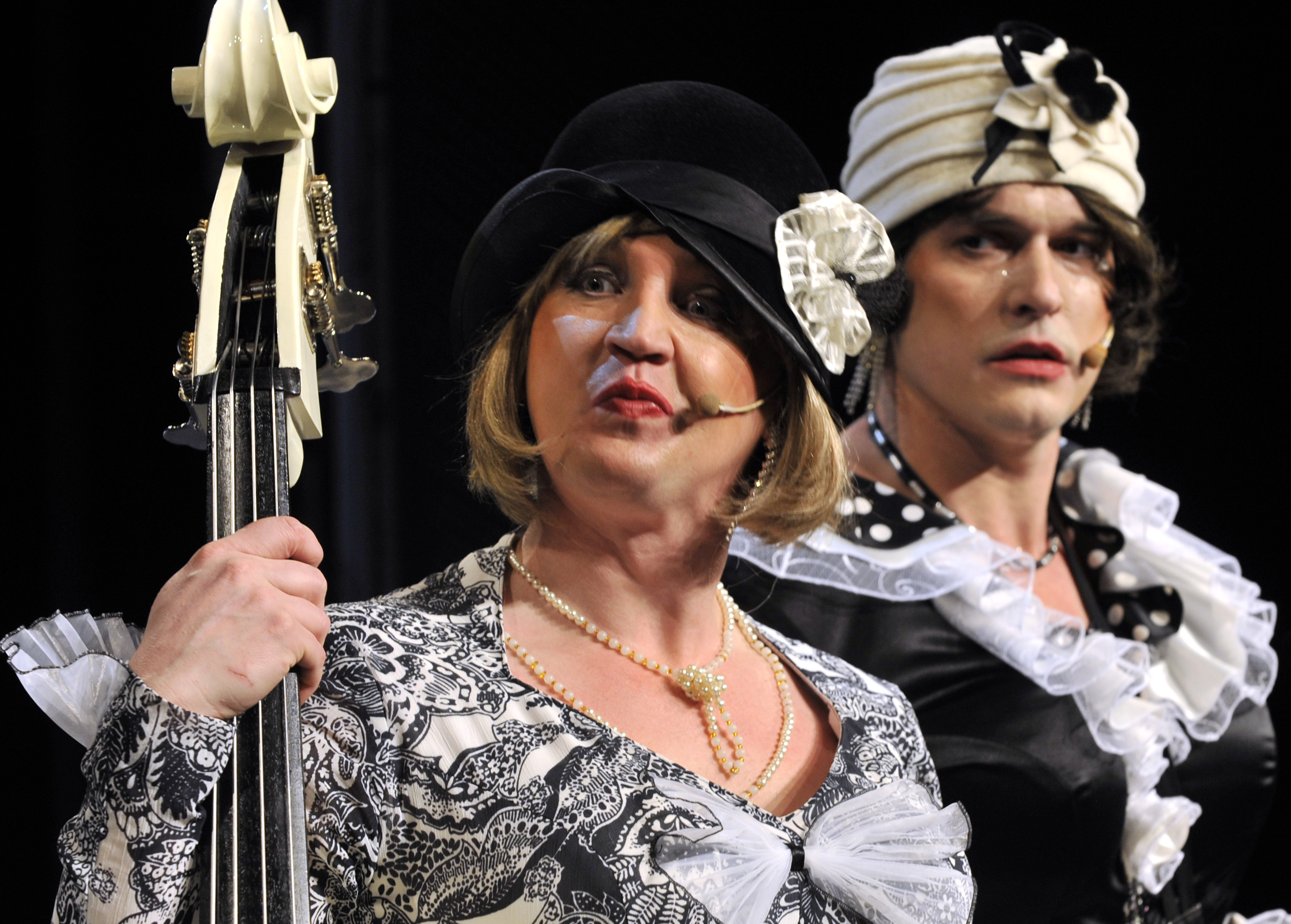
Sugar! (Někdo to rád horké)
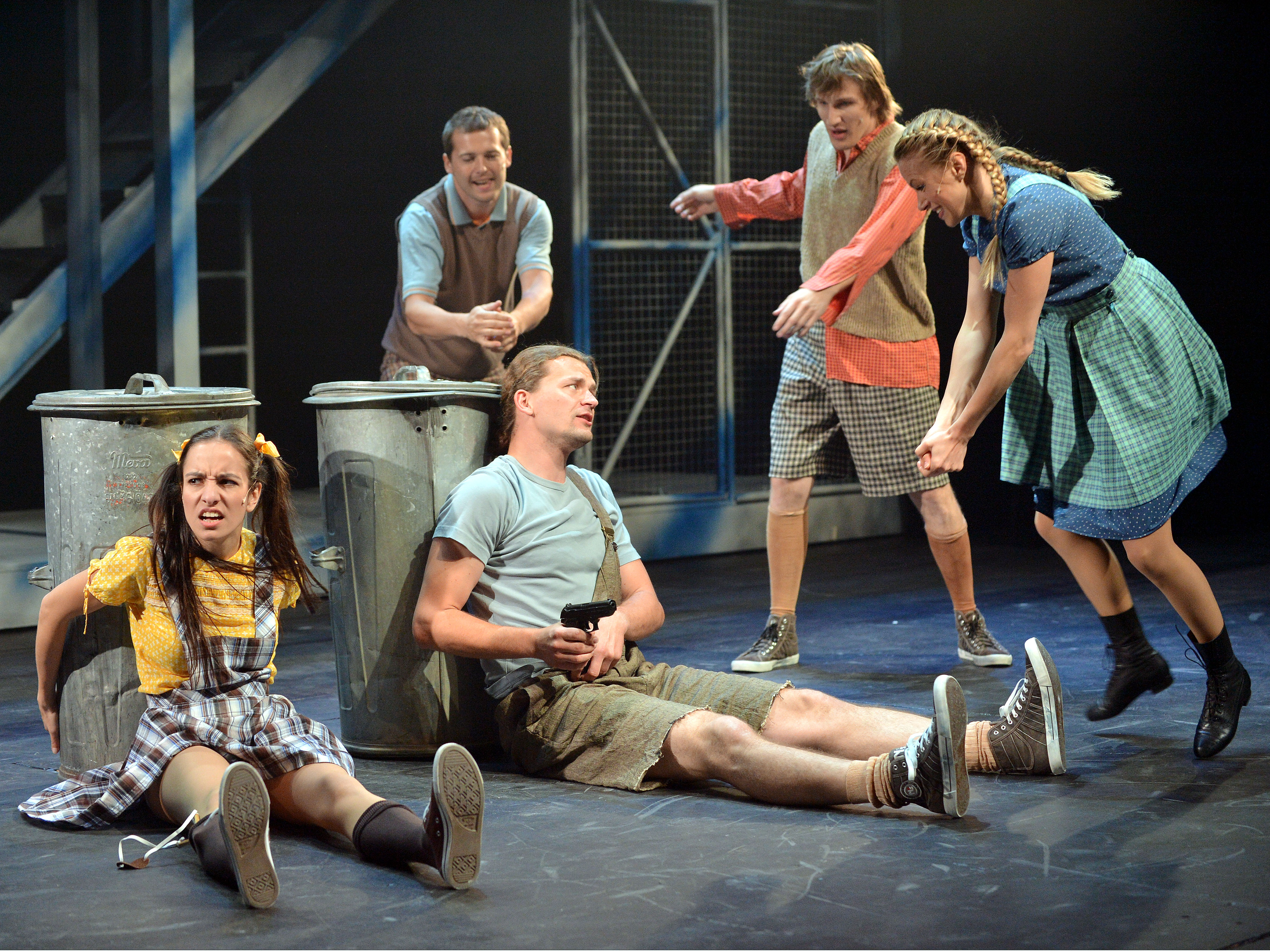
Pokrevní bratři
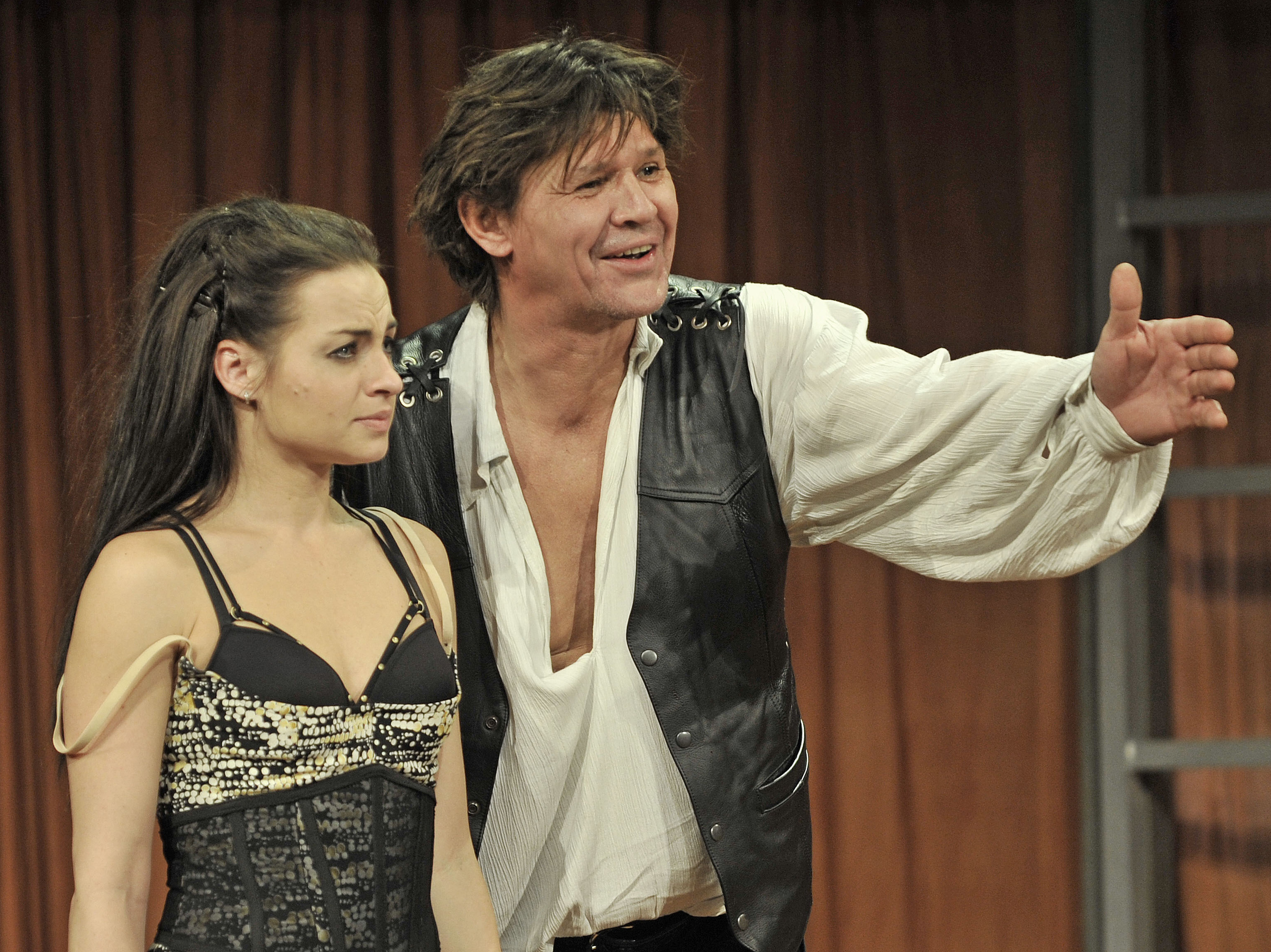
Zkrocení zlé ženy